# José Verd Sastre
José Verd Sastre (Palma de Mallorca, 1879 - Santa María del Camino, Baleares, 1959) fue un médico español.
Hizo la carrera de medicina en Barcelona (1902). Amplió estudios en la Sorbona. En el 1903 y 1904 publicó en la Revista balear de ciencias médicas traducciones de artículos de medicina de G. Kasarinov y Frantz Giegel. Se instaló como médico en La Cabaneta hasta el 1915, año en que pasó a Santa María del Camino, donde desde 1918 fue médico titular. De 1920 a 1924 fue vocal del colegio de médicos. En el año 1922 participó en la organización del Primer Congreso Nacional de Reorganización Sanitaria que se celebró en Palma.
Trabajó de manera activa para la mejora de las condiciones sanitarias locales. Su tarea como médico de Santa María cubrió un periodo de treinta y cuatro años sin interrupción. Trabajó mucho contra las enfermedades infecciosas (tuvo un desempeño ejemplar en la epidemia de gripe de 1918) y en la prevención sanitaria. Llevó a cabo una extensa recogida de datos estadísticos de morbilidad y mortalidad en Santa María del Camino entre 1871 y 1950.
En 1955 se le concedió la Orden Civil de Sanidad en la categoría de plata. En 1976 el ayuntamiento de Santa María del Camino le dedicó una calle.
- Datos: Q19288833